# Alan Newton
Alan Newton (Stockport, 19 marzo 1931 – 1º giugno 2023) è stato un pistard britannico.

## Palmarès
- Giochi olimpici

Helsinki 1952: bronzo nell'inseguimento a squadre.